# Парно-нестабильная сверхновая

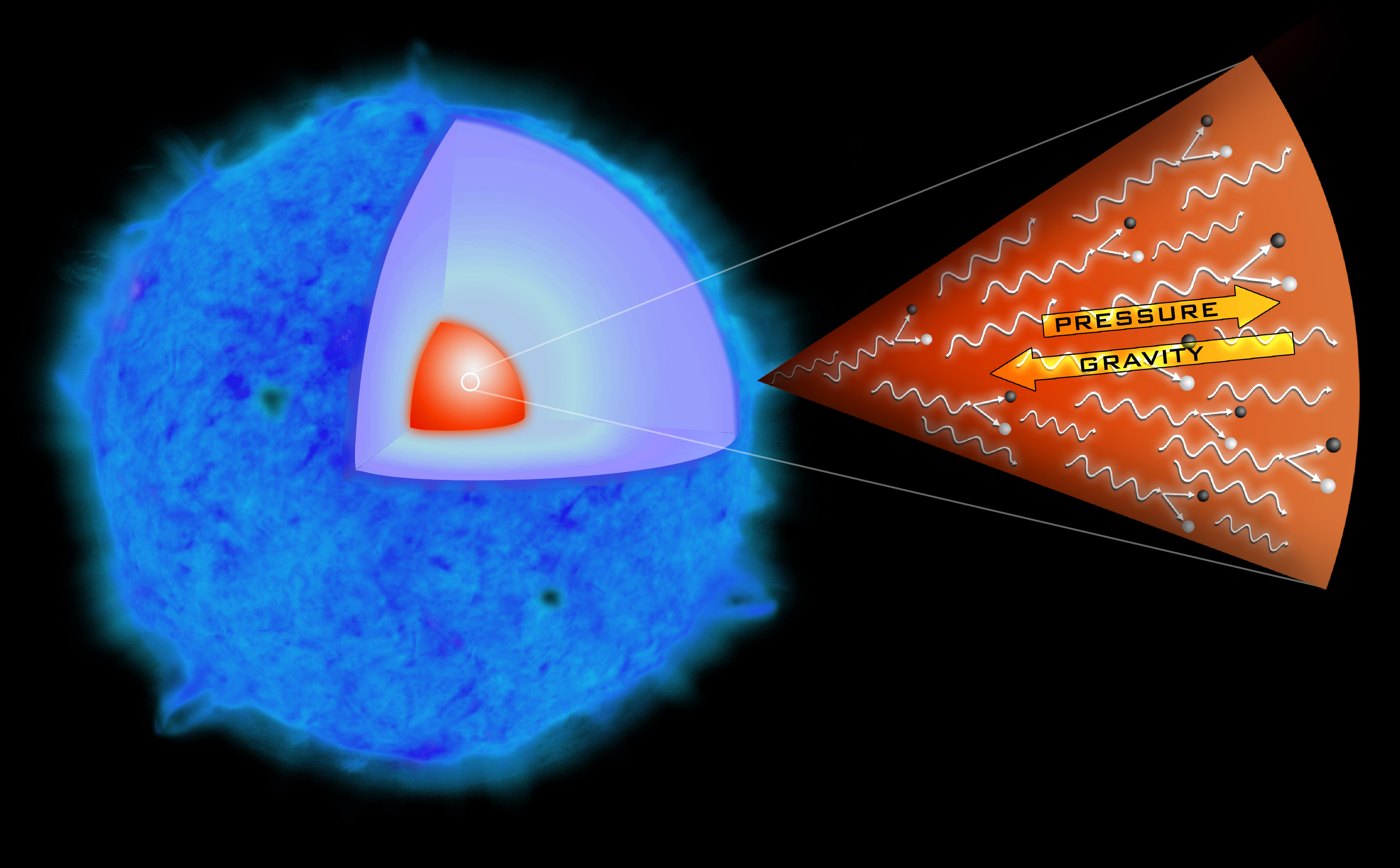
Иллюстрация процесса образования парно-нестабильной сверхновой

Парно-нестабильная сверхновая (англ. pair instability supernovae) — редкий тип исключительно ярких сверхновых звёзд. Взрыв такой звезды происходит, когда сильное гамма-излучение в её недрах начинает порождать электрон-позитронные пары. Это сокращает световое давление на внешние слои, что нарушает баланс между ним и силой тяжести. Далее следует частичный коллапс, а затем мощный взрыв. Такие звёзды не образуют какой-либо остаток сверхновой, а лишь рассеивают в окружающее пространство железо в количестве до 10 солнечных масс.
Рождение пар частица-античастица может происходить только в звёздах с массой от 130 до 250 солнечных масс (по другим данным — от 30) и низкой или умеренной металличностью (низкое содержание элементов, отличных от водорода и гелия, — ситуация, характерная для звёзд III популяции).
Предполагают, что недавно наблюдаемые объекты SN 2006gy, SN 2007bi, SN 2213-1745, SN 1000+0216 и SN 2016aps были именно такими сверхновыми.

## Физика

### Световое давление в звёздах
В очень больших горячих звёздах с температурой выше примерно 3 × 108 K фотоны, образующиеся в звёздном ядре, в основном представлены в виде гамма-квантов с очень высоким уровнем энергии. Давление излучения, которое они создают, помогает поддерживать верхние слои звезды от гравитационного сжатия. Если плотность энергии гамма-лучей внезапно уменьшается, то внешние слои звезды начнут коллапсировать.
Достаточно энергичные гамма-кванты взаимодействуют с ядрами, электронами или друг с другом. Они могут образовывать пары частиц, такие как электрон-позитронные пары, которые также могут встречаться и аннигилировать друг с другом, чтобы снова создать гамма-лучи в соответствии с уравнением эквивалентности энергии Эйнштейна E = mc2.
При очень высокой плотности ядра в больших звёздах происходит быстрое образование и аннигиляция пар. Гамма-кванты, электроны и позитроны в целом находятся в тепловом равновесии, и ядро звезды остаётся стабильным. Флуктуации температуры и плотности в ядре могут генерировать гамма-лучи, достаточно энергичные для превращения в лавину электрон-позитронных пар. Это уменьшает давление, происходит локальное повышение давления и плотности под действием гравитации, однако процесс коллапса прекращается, так как позитроны находят электроны, аннигилируют, и давление гамма-лучей снова возвращает систему к равновесию. Население позитронов обеспечивает кратковременный резервуар новых гамма-квантов.

### Нестабильность
Поскольку температуры и энергии гамма-квантов по мере эволюции звезды увеличиваются, все больше энергии гамма-излучения поглощается при создании электрон-позитронных пар. Это уменьшение плотности энергии гамма-излучения уменьшает давление излучения, которое сопротивляется гравитационному коллапсу и поддерживает внешние слои звезды. Звезда сжимается, и температура ядра растёт, тем самым увеличивая скорость производства энергии в термоядерных реакциях. Это увеличивает энергию генерируемых гамма-лучей, что делает более вероятным их взаимодействие с образованием пары частица-античастица, и, следовательно, увеличивает скорость поглощения энергии при дальнейшем создании пары. В результате увеличивается концентрация позитронов, а звёздное ядро теряет свою устойчивость в быстром процессе, в котором гамма-лучи создаются с возрастающей скоростью, но всё больше и больше гамма-лучей поглощаются при создании электрон-позитронных пар. Важно, что в результате начинающегося коллапса давление и температура растут быстрее, чем силы гравитации, что обращает коллапс вспять. Отличие этого процесса от коллапса через образование ядер железа в том, что в последнем случае экзотермический (с выделением энергии) термоядерный синтез сменяется эндотермическим, в котором энергия очень быстро поглощается, тогда как тут происходит её нарастание по взрывному механизму, что приводит к полному взрыву звезды как сверхновой без образования какого-либо компактного остатка.
При этом важно, что жизнь звёзд с металличностью Z между 0,02 и 0,001 может закончиться как парно-нестабильные сверхновые звёзды, если их масса находится в соответствующем диапазоне. Очень большие звёзды с высокой металличностью, вероятно, нестабильны из-за предела Эддингтона и имели бы тенденцию терять массу во время процесса формирования.

## Поведение сверхмассивных звёзд
Поведение парно-нестабильных массивных звёзд разные работы описывают по-разному, с разными оценками на границы тех или иных параметров.

### Меньше 100 солнечных масс
Гамма-кванты, создаваемые звёздами менее 100 солнечных масс, недостаточно энергичны для создания электрон-позитронных пар. Некоторые из этих звёзд будут сверхновыми в конце их жизни, но по механизмам, не связанным с парной нестабильностью.

### От 100 до 130 солнечных масс
Эти звезды достаточно велики, чтобы генерировать гамма-кванты с достаточной энергией для создания электрон-позитронных пар, но итоговое уменьшение давления является недостаточным, чтобы вызвать коллапс ядра (и последующий взрыв) по данному механизму. Вместо этого уменьшение энергии, вызванное созданием пар, вызывает повышенную термоядерную активность внутри звезды, которая увеличивает внутреннее давление и возвращает звезду в равновесие. Считается, что звезды такого размера подвергаются серии пульсаций, в которых часть вещества испускается с поверхности в окружающее пространство, пока их масса не опустится ниже 100 солнечных масс, после этого они уже недостаточно горячие, чтобы поддерживать создание электрон-позитронных пар. Пульсирование такого рода, возможно, отвечало за изменения яркости, испытываемые Этой Киля в 1843 году, хотя это объяснение не принято повсеместно.

### От 130 до 250 солнечных масс
Для звёзд с очень высокой массой, не менее 130 и, возможно, до примерно 250 солнечных масс, может возникнуть настоящая нестабильность по электрон-позитронному механизму. В этих звёздах, как только создаются условия для поддержания такой нестабильности, ситуация выходит из-под контроля. Коллапс позволяет эффективно сжать ядро звезды, избыточного давления достаточно, чтобы позволить ядерному синтезу в течение нескольких секунд вызвать термоядерный взрыв. Тепловой энергии высвобождается гораздо больше, чем энергия гравитационного сжатия звезды, она полностью разрушается, и ни чёрная дыра, ни другой компактный остаток не остаются на месте бывшей звезды.
В дополнение к немедленному высвобождению энергии большая часть ядра звезды преобразуется в никель-56, радиоактивный изотоп, который распадается с периодом полураспада 6,1 дней в кобальт-56. Кобальт-56 имеет период полураспада 77 дней, распадается до стабильного изотопа железо-56. Для гиперновой SN 2006gy исследования показывают, что, возможно, до 40 солнечных масс изначальной звезды были выброшены как Ni-56 — почти вся масса основных областей звезды. Столкновение между веществом взорвавшейся звезды и выброшенным ранее газом, и радиоактивный распад высвобождают большую часть видимого света.

### От 250 до 1000 солнечных масс
При начавшемся коллапсе сила гравитации в таких звёздах растёт быстрее, чем в менее массивных, интенсивно начинаются эндотермические термоядерные реакции, и растущее давление излучения неспособно остановить коллапс в чёрную дыру.

### Свыше 1000 солнечных масс
Гипотетический тип звёзд, возможно существовавших в ранней Вселенной, внешние слои такой звезды достаточно массивны, чтобы поглотить всю энергию взрыва сверхновой и не рассеяться.

## Свойства

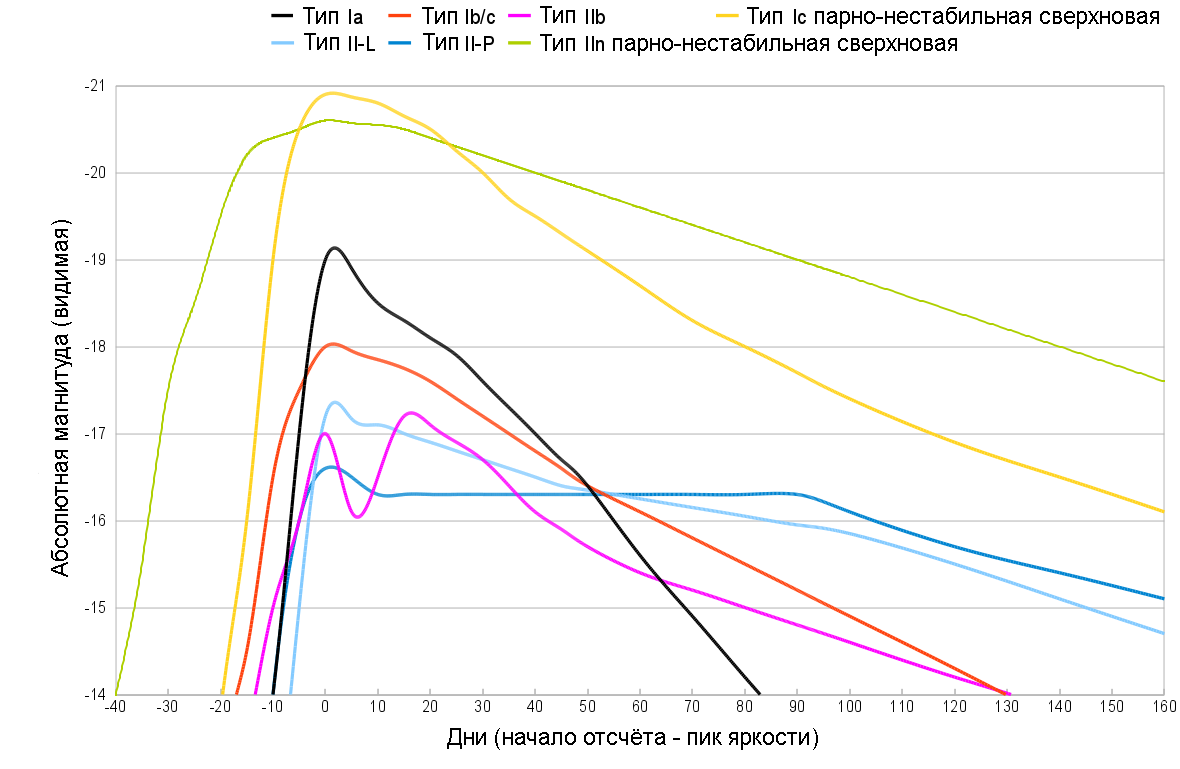
Кривая блеска парно-нестабильных сверхновых разных типов в сравнении с обычными типами сверхновых

### Светимость
Самые массивные парно-нестабильные сверхновые звёзды считаются очень яркими и могут иметь пиковые светимости более 1037 Вт. Они более яркие, чем сверхновые типа Ia, но при меньших массах пиковые светимости составляют менее 1035 Вт, что сопоставимо или меньше, чем типичные сверхновые типа II. Яркость сильно зависит от выброшенной массы радиоактивного 56Ni.

### Спектр
Спектры таких сверхновых звёзд зависят от природы звезды-предшественника. У предшественников со значительной оставшейся водородной оболочкой образуется сверхновая типа II. При отсутствии водорода, но значительных количествах гелия получается тип Ib, а те, у которых нет водорода и практически нет гелия, будут иметь тип Ic.

### Кривые блеска
В отличие от спектров кривые блеска сильно отличаются от сверхновых обычных типов. Кривые блеска сильно расширены, причём максимальная яркость возникает через несколько месяцев после взрыва. Это происходит из-за распада 56Ni и оптически плотных выбросов, поскольку звезда полностью разрушена.

## Остаток
Взрыв парно-нестабильной сверхновой звезды полностью разрушает звезду-предшественницу и не оставляет нейтронной звезды или чёрной дыры. Вся масса звезды (не перешедшая в излучение) выбрасывается в космос, образуя небулярный остаток и обогащая окружающее пространство тяжёлыми элементами в количествах многих солнечных масс. Такие взрывы играют важнейшую роль в эволюции вещества в галактиках.

## Возможные представители
- SN 2006gy[8]
- SN 2007bi[9]
- SN 2213-1745
- SN 1000+0216[10]
- SN 2016aps[11]